# Svatební magazín
Svatební magazín je tištěné nebo digitální médium o přípravě svatby, svatebních službách, svatebních trendech, svatebních veletrzích, s kolekcí svatebních šatů. Jedná se v podstatě o lifestylový ženský časopis.

## Tištěný svatební magazín
V Česku existuje několik časopisů tohoto druhu, ať už mají svatební magazín v titulu nebo jen v podtitulu. Jsou to barevné publikace formátů A4, A5, DL, s desítkami stran. Obsahově jsou si podobné, neboť příprava svatby má posledních sto let své obecné, administrativní a sociální zákonitosti, které se v časopisech opakovaně modifikovaně objevují.
Důraz je proto kladen na: 
- módní trendy ve svatebním odívání
- katalog svatebních šatů
- představení zajímavých svatebních firem
- svatby celebrit
- přehled matričních úřadů
- kalendář příprav
- inzerci

## Digitální svatební magazín
Dělí se na:
- digitalizované tištěné verze
- svatební portály bez tištěné verze

## Schéma fungování a distribuce
Svatební magazíny se dále dělí na: 
- Redakční (mající za cíl tvořit zisk)

Redakce tvořena interními a externími odborníky – autory článků, grafiky a prodavači reklamního prostoru, PR. Redakce tištěných, internetových i kombinovaným svatebních magazínů je přímo závislá na pozici svého média na trhu, prodejní ceně, potažmo příjmech z inzerce. Distribuce probíhá v novinových stáncích příslušnými distribučními společnostmi, remitenda je rozdávána nebo prodávána na svatebních veletrzích, případně zdarma dodávána matrikám sňatků. Tištěný náklad bývá 5 – 15 tisíc výtisků.
- Firemní (mající za cíl informovat o konkrétní svatební firmě, značce, a inzercí pokrývající výrobní náklady)

Materiál sloužící propagaci konkrétního svatebního domu, salonu, značkového zástupce. Vydáván majitelem svatební firmy za pomoci reklamní agentury. Distribuován zdarma na matriční úřady v lokaci spádové oblasti svatebního domu, salonu. Do značné míry nezávislé médium jehož výrobní náklady pokrývají s vydavatelem spolupracující firmy různých svatebních oborů, např. květinářství, zlatnictví, obřadní místa, hotely, autodopravci, cestovní kanceláře, apod. Firemní svatební magazíny nebývají distribuovány na stáncích, neboť jejich cílová skupina se váže k místu působení vydavatele.